# 屠园镇
屠园镇，原为屠园乡，是中华人民共和国江苏省宿迁市宿城区下辖的一个乡镇级行政单位。
2021年3月2日，撤乡设镇。

## 行政区划
屠园镇下辖以下地区：
古山河社区、张稿村、要道村、新路村、合兴村、陈海村、中楼村、谢庄村、盛河村、大王村和徐墩村。